# 아일랜드의 지방
아일랜드의 지방은 4가지 지방으로 이루어진다.
- 렌스터
- 먼스터
- 얼스터
- 코노트

## 같이 보기
- ISO 3166-2:IE
- 아일랜드의 주